# آرون ويستبروكس
آرون ويستبروكس (بالإنجليزية: Aaron Westbrooks)‏ مواليد 25 نوفمبر 1986 في دبلن، هو لاعب كرة سلة أيرلندي سابق. بدأ مسيرته الاحترافية في سنة 2009. يبلغ طوله 6 قدم 4 بوصة (1.9 م). لعب مع لستر رايدرز في دوري كرة السلة البريطاني. اعتزل اللعب في 2010.

## روابط خارجية
- آرون ويستبروكس على موقع كرة السلة الأوروبية.كوم (الإنجليزية)
- آرون ويستبروكس على موقع بروبوليرز (الإنجليزية)